# Ziemia spławiakowa
Ziemia spławiakowa - ziemia pochodząca z mycia buraków cukrowych gromadzona w osadnikach cukrowni. Można jej używać do: 
- rekultywacji gruntów bezglebowych, a także pokrywania urodzajną warstwą wyrobisk wypełnionych odpadami przemysłowymi i komunalnymi,
- melioracji gleb lekkich i kwaśnych,
- nawożenia gruntów organicznych, torfowych i murszowych w celu zwiększenia ich nośności umożliwiającej zakładanie kośnych łąk i pastwisk,
- zagospodarowania terenów ze zdegradowaną warstwą próchniczną, np. wokół placów budowy,
- tworzenia kompostów z dodatkiem materiału organicznego.

## Literatura
- Reszel Roman, Klikocka Hanna. Wykorzystanie ziemi z osadników cukrowni do użyźniania gleb. Instrukcja wdrożeniowa nr 4, Wydawnictwo Akademii Rolniczej Lublin 1996, 9 stron.